# Бурирам
Бурирам (тайск. บุรีรัมย์) — город в Таиланде, столица одноимённой провинции.

## География
Город расположен примерно в 410 километрах к северо-востоку от Бангкока в регионе Исан.

## Население
По состоянию на 2015 год население города составляет 28 123 человек. Плотность населения - 4687 чел/км². Численность женского населения (52,9%) превышает численность мужского (47,1 %).

## Спорт
В городе имеется футбольный клуб Бурирам Юнайтед. Домашние матчи проводит на стадионе «New I-Mobile Stadium», вмещающем 33 325 зрителей.
С 2014 года функционирует автодром Buriram International Circuit, который стал первым в Таиланде сооружением для гонок класса FIA 1 и FIM A.